# Carl von Hohnhorst
Carl Adolph Heinrich von Hohnhorst (* 26. September 1809 in Braunschweig; † 30. September 1858 ebenda) war ein deutscher Verwaltungsjurist.

## Herkunft
Seine Eltern waren der Rittergutsbesitzer auf Hohnhorst II Burghard Georg Karl von Hohnhorst (* 12. Juni 1769; † 21. Februar 1833) und dessen Ehefrau Charlotte von Veltheim (* 23. Oktober 1776; † 14. April 1852).

## Leben
Carl von Hohnhorst studierte an der Georg-August-Universität Göttingen und der Ruprecht-Karls-Universität Heidelberg. 1828 wurde er Mitglied des Corps Brunsviga Göttingen. 1829 schloss er sich dem Corps Guestphalia Heidelberg an. Nach dem Studium trat er in den Staatsdienst des Herzogtums Braunschweig ein. Von 1844 bis 1850 war er Kreisdirektor des Landkreises Helmstedt. 1850 wechselte er zur Polizeidirektion Braunschweig. Von 1851 bis 1857 war er Kreisdirektor des Landkreises Braunschweig.

## Familie
Er heiratete am 22. September 1839 in Braunschweig Adolfine Ottilie Friederike von Löhneysen (* 10. September 1815; † 4. Februar 1890). Das Paar hatte zwei Kinder:
- Otto Rudolf Bruno (* 3. Februar 1853; † 29. März 1883), nach Südafrika ausgewandert

⚭ 1875 Florence Edwards (* 9. Mai 1857; † 1. Oktober 1879)
⚭ Elisabeth Rewson
- Charlotte Luise Adolfine (* 8. Februar 1854) ⚭ Bodo von Mansberg (* 2. Januar 1845; † 30. August 1906), Rittmeister

## Auszeichnungen
- Ehrenbürger der Stadt Helmstedt, 1850